# Trichorrhages pizarrena
Trichorrhages pizarrena är en fjärilsart som beskrevs av Paul Dognin 1893. Trichorrhages pizarrena ingår i släktet Trichorrhages och familjen mätare. Inga underarter finns listade i Catalogue of Life.